# McDonald and Giles
McDonald and Giles je jediné společné studiové album britských hudebníků Iana McDonalda (multiinstrumentalista) a Michaela Gilese (bicí). Vydáno bylo v lednu 1971 vydavatelstvím Island Records, natočeno bylo mezi květnem a červencem 1970. McDonald a Giles společně hráli v letech 1968 a 1969 ve skupině King Crimson, se kterou nahráli album In the Court of the Crimson King a ze které odešli na konci roku 1969, neboť se jim nelíbilo, jakým směrem ji kytarista Robert Fripp směřuje. Nicméně Giles se jako bubeník objevil na druhém albu In the Wake of Poseidon (1970).
Ian McDonald společně s Michaelem Gilesem, jeho bratrem baskytaristou Peterem a textařem Peterem Sinfieldem (oba byli také členy King Crimson), vytvořil progresivně rockové album, které svými prvky navazuje jak na jejich hudebně složitější tvorbu v King Crimson, tak i na předchozí skupinu Giles, Giles and Fripp, kde oba rovněž působili a která hrála jednodušší a popovější písně. Například skladbu „Tomorrow's People“ napsal Michael Giles již v roce 1967, pro potřeby tohoto alba byla prodloužena a přearanžována.
Album McDonald and Giles vyšlo později také v několika CD reedicích, v některých z nich jsou části skladby „Birdman“ rozděleny do samostatných stop. Reedice z roku 2002 obsahuje několik drobných odlišností v písních.

## Seznam skladeb
| Strana 1 | Strana 1                                        | Strana 1            | Strana 1 |
| Pořadí   | Název                                           | Autor               | Délka    |
| -------- | ----------------------------------------------- | ------------------- | -------- |
| 1.       | Suite in C“ včetně „Turnham Green“ a „Here I Am | McDonald            | 11:14    |
| 2.       | Flight of the Ibis                              | McDonald, BP Fallon | 3:11     |
| 3.       | Is She Waiting?                                 | McDonald            | 2:36     |
| 4.       | Tomorrow's People – The Children of Today       | Giles               | 7:00     |

| Strana 2       | Strana 2 | Strana 2           | Strana 2 |
| Pořadí         | Název | Autor              | Délka    |
| -------------- | --- | ------------------ | -------- |
| 1.             | Birdman“ 1. „The Inventor's Dream (O.U.A.T.)“ 2. „The Workshop“ 2. „Wishbone Ascension“ 4. „Birdman Flies!“ 5. „Wings in the Sunset“ 6. „Birdman – The Reflection“ | McDonald, Sinfield | 21:22    |
| Celková délka: | Celková délka: | Celková délka:     | 45:23    |

## Obsazení
- Ian McDonald – kytara, piano, varhany, saxofon, flétna, klarinet, citera, zpěv
- Michael Giles – bicí, perkuse (včetně lahví od mléka, pily, „lip whistle“ a krabice s ořechy), zpěv
- Peter Giles – baskytara
- Steve Winwood – varhany a piano v „Turnham Green“
- Michael Blakesley – pozoun v „Tomorrow's People – The Children of Today“

Smyčcové a žesťové nástroje ve skladbě „Birdman“ aranžoval a řídil Mike Gray.